# نوذر
نوذر من أهم شخصيات الشاهنامه، وذكر اسمه في الأساطير الإيرانية الدينية والتاريخية.

## في الأساطير والتواريخ
فلا يذكر نوذر بين الملوك البيشداديين في الطبرى والمسعودى وفارس نامه وتاريخ حمزة الأصفهانى بعضهم يذكر زو بن طهماسب بعد منوشهر، ومنهم من يضع اسما مكان نوذر. وهما كذلك تختفى الصلة بين أساطير إيران وأساطير االهند فلا يمكن إرجاع نوذر إلى ما قبل الأبستاق. ونوذر كذلك أوّل ملك خائر من البيشداديين. وأن ابنيه طوسا وكُستَهَم لا يصلحان لخلافة أبيهما فيعدل عنهما إلى زو بن طهماسب.
والأبستاق تذكر نوذر(نُوتَرا) والنوذريين: ففى أبانيست أثناء الكلام عن« أردقيسورا أناهتا أن أسرة نوذر عبدوها وسألوها أن تمنحهم الخيل السريعة. فصار قستاسبه النوذرى صاحب أسرع الخيل في هذه الأقاليم. وفي مواضع أخرى يذكر النوذريون أصحاب الخيل السريعة، والتورانيون يعدون خلف أشى قنجهى آلهة الغنى والسعادة. هتاوسا، من أخوة كثيرة من بين نوذر، تقرب قربانا لبعض الآلهة وتسأله أن تكون معززة محبوبة مقبولة في بيت الملك قستاسبه.
وأما طوس فيذكر في الأبستاق باسم طسا وفي الشاهنامة باسم توس ويوصف بأنه محارب مقدام.
ويذكر آخر من أبناء نوذرا اسمه قستورا. يقرب إلى أردقى أيضا على شاطئ نهر ويسألها أن تمنحه طريقا يبسا، بما حطم من عباد الشيطان عداد شعر رأسه. فأسرعت إليه الإلهة وفرقت له النهر فاجتاز. فيظن أن ابن نوذر هذا هو الذي يذكر باسم كستهم.

## في الشاهنامة
وفي فصل نوذر من الشاهنامه تعود الحرب بين أبناء فريدون: ملك الإيرانيين نوذر بن منوشهر سبط إيرج بن فريدون، وملك التورانيين بشنك الذي ينتهى نسبه إلى تور أو طوج ابن فريدون. وبطل التورانيين في هذه الوقائع حتى آخر عهد كيكاوس هو أفراسياب ابن بشنك. وذلك زهاء مائتين وسبعين عاما في تاريخ الشاهنامه.